# Comanda d'Avinyonet de Puigventós
La Comanda d'Avinyonet de Puigventós fou una dependència de l'Orde de l'Hospital situada a l'actual municipi d'Avinyonet de Puigventós, a l'Alt Empordà. Es té notícia del castell d'Avinyó al segle xii i des de 1257 ja consta com a dependència hospitalera. El primer comanador fou Gombau de Vallfort. Durant el segle xv fou unida a la comanda de Castelló d'Empúries i més tard a la de Sant Llorenç de les Arenes. La comanda va existir fins al 1804, per bé que durant l'edat moderna la comanda ja estava en gran decadència i el comanador no hi residia, només en cobrava les rendes. Se sap que el 1610 el comanador era Felip d'Olms, que també ho era d'Aiguaviva.
Del castell de la comanda es conserva part de la muralla i una portada adovellada. L'església estava dedicada a Sant Joan i el 1907 fou convertida en l'ajuntament, mentre que l'església parroquial, dedicada a Sant Esteve, presenta elements fortificats i segurament fou construïda amb l'ajuda dels hospitalers.